# Холсти, Эйно Рудольф
Эйно Рудольф Вольдемар Холсти (фин. Eino Rudolf Woldemar Holsti; 8 октября 1888, Йювяскюля, Великое княжество Финляндское — 4 августа 1945, Пало-Алто, США) — финский политик, журналист и дипломат; с 1919 по 1922, и с 1936 по 1938 годы — министр иностранных дел Финляндии.

## Биография
Родился 8 октября 1888 года в Йювяскюля, в Великом княжестве Финляндском (Росийская Империя)
С 1919 по 1922 и с 1936 по 1938 годы был министром иностранных дел Финляндии.
Скончался 4 августа 1945 года в Пало-Алто в США.